# Messius Maximus
Messius Maximus (1. század – 2. század) római író
Ifjabb Plinius barátja volt, aki levelezett vele (Epistolae 3, 20. 4, 25), s megtekintés végett elküldte neki iratait. Messius is foglalkozott irodalommal. Traianus császár megbízásából később Görögországba ment. 